# Многоканальная архитектура памяти
Многоканальный режим (англ. Multi-channel architecture) — режим работы оперативной памяти (RAM) и её взаимодействия с материнской платой, процессором и другими компонентами компьютера, при котором может быть увеличена скорость передачи данных между ними за счёт использования сразу нескольких каналов для доступа к объединённому банку памяти (это можно проиллюстрировать на примере ёмкостей, через горлышко одной из которых жидкость будет выливаться дольше, чем из двух других с такими же общим суммарным объёмом и горлышками, но с большей пропускной способностью — двумя горлышками). Таким образом, система при использовании, например, двух модулей памяти в двухканальном режиме может работать быстрее, чем при использовании одного модуля, равного их суммарному объёму.
Двухканальный режим — режим параллельной работы двух каналов памяти. Наиболее популярный режим для бытовых настольных компьютеров и для ряда ноутбуков. Позволяет увеличить пропускную способность до 2 раз по сравнению с одноканальным режимом.
Не следует путать термин Двухканальный режим с двойной скоростью передачи данных (DDR), в котором обмен данными происходит дважды во время одного такта (по переднему и заднему фронтам синхросигнала) DRAM. Эти две технологии являются независимыми друг от друга.
Трёхканальный режим — режим работы оперативной памяти компьютера (RAM), при котором осуществляется параллельная работа трёх каналов памяти. То есть параллельно работают 3 модуля или три пары модулей. Теоретически дает прирост пропускной способности в размере около 3 раз по сравнению с одноканальным режимом (1,5 по сравнению с более популярным двухканальным).
Четырёхканальный режим — режим работы оперативной памяти компьютера (RAM), при котором осуществляется параллельная работа четырёх каналов памяти. То есть параллельно работают 4 модуля или четыре пары модулей. Теоретически дает прирост пропускной способности в размере около 4 раз по сравнению с одноканальным режимом (двух раз по сравнению с двухканальным). Поддерживается на платформах LGA 2011, LGA 2011v3, LGA 2066, TR4, SP3.

## Двухканальный режим
При теоретическом увеличении пропускной способности памяти в 2 раза тесты показывают, что на практике прирост производительности составляет порядка 5—10 % в играх и от 20 % до 70 % (график) в тяжёлых графических приложениях, которые более активно используют оперативную память и обрабатывают графику в больших разрешениях (Photoshop, CorelDRAW и другие программы).
По мере выхода специализированных программ под многопоточные вычисления будет увеличиваться прирост производительности от использования двухканального режима.

### Правила включения двухканального режима
Двухканальный режим может быть получен при использовании чётного числа модулей DIMM.
Для включения двухканального режима необходимо выполнить следующие условия:
- одинаковая конфигурация модулей DIMM на каждом канале;
- одинаковая ёмкость (128 МБ, 256 МБ, 512 МБ и т. п.). Необязательное условие;
- каналы памяти A и B должны быть идентичны;
- на большинстве материнских плат (за редким исключением) должны быть заполнены симметричные разъемы памяти (разъем 0 или разъем 1)

То есть в двухканальном режиме будет работать память одной частоты, одного типа. Память разного объёма может работать, если выполняются все остальные условия.
Примечание:
Прирост производительности от использования двухканального режима работы памяти зависит от:
- типа памяти;
- таймингов, задержек памяти;
- типа чипсета материнской платы или типа контроллера памяти;
- частоты работы памяти

и ряда других факторов.

### Опция Flex
Этот режим используется для обеспечения наиболее гибких эксплуатационных качеств, когда объём памяти, установленной в разных каналах, не совпадает. В этом случае совпадающие объёмы памяти (отображаемые в нижнюю область адресного пространства) используются в двухканальном режиме, в то время как оставшийся объём памяти используется в одноканальном режиме. Как и для «чистого» двухканального режима, необходимо, чтобы модули памяти были установлены в разъемы DIMM обоих каналов.
Пример для двух модулей памяти 1 ГБ и 2 ГБ: 1 ГБ + 1 ГБ будут работать в двухканальном режиме, а оставшийся 1 ГБ (из модуля 2 ГБ) будет работать в одноканальном режиме.
Это утверждение применимо не ко всем материнским платам. В инструкции для материнской платы MSI 790XT-G45 указано: «Для работы в двухканальном режиме убедитесь, что в разъемах разных каналов у вас установлены модули одного типа и одинаковой емкости».

## Трёхканальный режим
Отличительной особенностью трёхканального режима является возможность установить на 50 % больше памяти по сравнению с двухканальным режимом. Таким образом, на материнской плате с разведёнными двумя слотами на канал возможно задействовать до 48Гб оперативной памяти при использовании модулей ёмкостью 8Гб. На сегодняшний день трёхканальный режим поддерживается процессорами Intel Core i7 в исполнении LGA 1366, LGA 2011, LGA 2011-3, LGA 2066, а также некоторыми серверными процессорами, в частности семейством процессоров Intel Xeon. Для процессоров с интегрированным контроллером памяти увеличение количества процессоров в системе ведёт к пропорциональному увеличению максимального объёма ОП в системе. Таким образом имеет смысл говорить о максимальном объёме оперативной памяти на процессор.
Трёхканальный режим поддерживается, если на всех каналах DIMM установлено одинаковое количество памяти. Технология и скорость устройств на разных каналах могут отличаться друг от друга, однако общий объём памяти для каждого канала должен быть одинаковым. При использовании на разных каналах модулей DIMM с различной скоростью память будет работать на скорости самого медленного модуля.

### Правила включения трёхканального режима
Трёхканальный режим может быть получен при использовании трёх, шести или иногда девяти модулей памяти.
Для включения трёхканального режима необходимо выполнить следующие условия:
- Одинаковая конфигурация модулей DIMM на каждом канале
- Одинаковая плотность (128 Мбит, 256 Мбит, и т. п.)
- Каналы памяти A, B и C должны быть идентичны
- На большинстве материнских плат (за редким исключением) должны быть заполнены симметричные разъемы памяти (разъем 0 или разъем 1)

Примечание: Конфигурации, не соответствующие перечисленным выше условиям, будут работать в одноканальном режиме.
Соблюдение перечисленных ниже условий НЕ обязательно:
- Один и тот же производитель
- Одинаковые спецификации синхронизации
- Одинаковая производительность (максимальная рабочая частота) DDR

Примечание: Скорость канала (частота) памяти определяется самым медленным модулем DIMM, установленном в системе.
Рекомендуется использовать максимально похожие модули памяти — одного производителя, модели и выпущенные в одной партии. Некоторые производители выпускают комплекты из трёх, реже — шести модулей для оптимальной совместной работы.

## Четырёхканальный режим
Данный режим может использоваться только тогда, когда все четыре модуля памяти (или их число кратно четырём) идентичны по мощности и скорости и размещены в четырёхканальных слотах. При установке двух модулей памяти архитектура будет работать в двухканальном режиме; при установке трех модулей памяти система будет работать в режиме трехканальный.

### Поддержка в процессорах
AMD Ryzen:
- Threadripper

AMD Opteron:
- Opteron 6100-series «Magny-Cours» (45 nm)
- Opteron 6200-series «Interlagos» (32 nm)
- Opteron 6300-series «Abu Dhabi» (32 nm)

Intel Core:
- Intel Core i9-10980XE
- Intel Core i9-10940X
- Intel Core i9-10920X
- Intel Core i9-10900X
- Intel Core i9-9980XE
- Intel Core i9-9960X
- Intel Core i9-9940X
- Intel Core i9-9920X
- Intel Core i9-9900X
- Intel Core i9-9820X
- Intel Core i9-7980XE
- Intel Core i9-7960X
- Intel Core i9-7940X
- Intel Core i9-7920X
- Intel Core i9-7900X
- Intel Core i7-9800X
- Intel Core i7-7820X
- Intel Core i7-7800X
- Intel Core i7-6950X
- Intel Core i7-6900K
- Intel Core i7-6850K
- Intel Core i7-6800K
- Intel Core i7-5960X
- Intel Core i7-5930K
- Intel Core i7-5820K
- Intel Core i7-4960X
- Intel Core i7-4930K
- Intel Core i7-4820K
- Intel Core i7-3970X
- Intel Core i7-3960X
- Intel Core i7-3930K
- Intel Core i7-3820

Intel Xeon:
- Intel Xeon E5-x6xx v4
- Intel Xeon E7-x8xx v3
- Intel Xeon E5-x6xx v3
- Intel Xeon E7-x8xx v2
- Intel Xeon E5-x6xx v2
- Intel Xeon E7-x8xx
- Intel Xeon E5-x6xx